# Cor Kwant
Cornelis (Cor) Kwant (Amsterdam, 12 december 1878 – Utrecht, 12 april 1962) was een Nederlands fluitist.

## Biografie
Hij zou bestemd zijn voor de handel, maar pakte zelf een muziekstudie op bij Sem Dresden en Fred. J. Roeske. Voor de dwarsfluit wendde hij zicht tot Toussaint Demont en Robert Vanderkerkhove, beide spelend in het Concertgebouworkest.
Hij werd (solo)fluitist in Franse orkesten, maar ook enige tijd van het Göteborg Symfonieorkest. Hij speelde ook enige tijd in Concertgebouworkest van Willem Mengelberg. Hij kwam getrouwd terug en sloot zich aan bij het orkest van de Italiaanse Opera in Amsterdam. Hij stapte in 1910 op verzoek van Wouter Hutschenruijter over naar het Stedelijk Orkest Utrecht. Pas drieëndertig jaar later stopte hij daarmee. Ondertussen soleerde hij in werken van Claude Debussy, Maurice Ravel en Alphons Diepenbrock. Hij was daarbij ook fluitist in het Utrechts Sextet, opgericht door Willem Pijper met Jan Wagenaar achter de piano. Met diezelfde Wagenaar en Karin Törngren (mevrouw Kwant) vormde hij het Utrechts Trio. Bij uitvoeringen in orkest, sextet en trio ging de muziek richting die van de 20e eeuw. Hij was voorts docent aan het Conservatorium van Utrecht.

## Familie
Hij was zoon van zeeman Cornelis Kwant en Margaretha Maria Icke, wonende in de Eerste Weteringdwarsstraat te Amsterdam. Karin Törngren (Göteborg, 10 oktober 1884 – Utrecht, 22 oktober 1948) was een door Elsa Stenhammar opgeleide zangeres met name in Frans repertoire van Claude Debussy, Darius Milhaud, maar ook Diepenbrock en Zweedse en Finse volksliedjes. Ze had echter ook een diploma orgel gehaald bij Elfrida Andrée. Dochter Karin Maria Kwant was sopraan, zangpedagoge en koordirigent. Vader, moeder en dochter liggen begraven op Begraafplaats Den en Rust in Bilthoven. Kleindochter Karin Lucia Kwant was fluitiste.